# Fórmula de paz de Ucrania

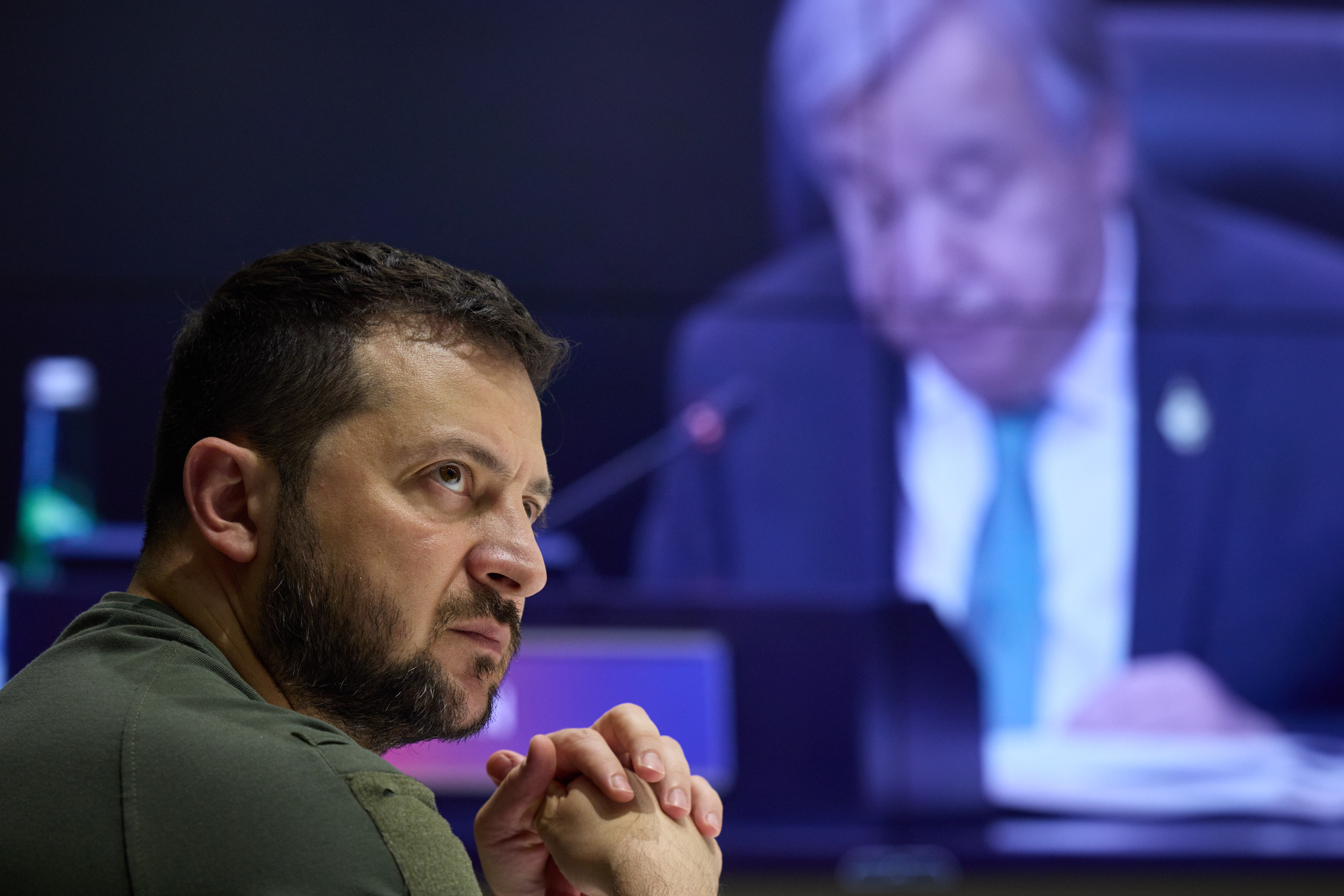
Volodímir Zelenski durante la Cumbre del G-20 de Bali.

La Fórmula de paz de Ucrania es una iniciativa y plataforma diplomática que el gobierno de Ucrania propuso a la comunidad internacional para lograr una conclusión justa de la guerra ruso-ucraniana. Dicha iniciativa, enunciada en noviembre de 2022 durante la Cumbre del G-20 de Bali, consta de 10 puntos, según informaron las autoridades ucranianas y los medios de comunicación.
La propuesta busca la retirada de las fuerzas rusas de Ucrania, el cese de hostilidades, la liberación de los presos y la restauración de la frontera a la anterior a la anexión de Crimea en 2014, todo ello acompañado de garantías contra futuras agresiones. Además plantea otros temas como el de la seguridad nuclear y energética, así como la restauración de la infraestructura energética ucraniana. También promulga la adopción un tratado internacional jurídicamente vinculante y la creación de un tribunal internacional para «crímenes de guerra rusos».

## Contexto

### Negociaciones de paz de 2022
El 28 de febrero de 2022, los negociadores ucranianos y rusos comenzaron conversaciones en Bielorrusia para alcanzar un alto el fuego y garantizar corredores humanitarios para la evacuación de civiles. Después de tres rondas de conversaciones, no se llegó a un acuerdo general. El 7 de marzo, como condición para poner fin a la invasión, el gobierno ruso exigió la neutralidad de Ucrania, el reconocimiento de la anexión de Crimea a Rusia y el reconocimiento de las autoproclamadas repúblicas separatistas de Donetsk y Luhansk como estados independientes. Entre tanto, el 6 de marzo se reportó que el servicio secreto ucraniano (SBU) había ejecutado a uno de los miembros de la delegación negociadora ucraniana, identificado como Denis Kireev, quien se había reunido con una delegación rusa para intentar lograr un acuerdo y que fue acusado de traición.
El 8 de marzo, el gobierno ucraniano sugirió una reunión directa con el presidente ruso Vladímir Putin y expresó su disposición a discutir las demandas rusas. El 10 de marzo, los ministros de Asuntos Exteriores Serguéi Lavrov y Dmytró Kuleba se reunieron en Estambul, en el primer contacto de alto nivel entre las dos partes desde el comienzo de la invasión. El conjunto de las negociaciones llevó a un plan de 15 puntos que garantizaría un alto el fuego y la retirada de los rusos siempre que el gobierno ucraniano se comprometiera a la neutralidad.

## Historia
En septiembre de 2022, el presidente ucraniano Volodímir Zelenski se dirigió a la Asamblea General de la ONU en un discurso pregrabado que se centró en 5 condiciones previas para una fórmula de paz. Había castigo por agresión, protección de la vida, restablecimiento de la seguridad y la integridad territorial, garantías de seguridad y determinación de defenderse.
El 15 de noviembre de 2022, durante la Cumbre del G20 en Bali, Zelenski anunció el contenido detallado de la "fórmula de paz" de 10 puntos.
La fórmula de paz ucraniana se discutió en varias reuniones internacionales, a las cuales Rusia no fue invitada.

## Los 10 puntos propuestos
Contenido detallado de la "fórmula de paz" de 10 puntos.
- Seguridad nuclear, especialmente la de la central nuclear de Zaporizhzhia
- Seguridad alimentaria para los países asiáticos y africanos
- Seguridad energética y restauración de la infraestructura energética de Ucrania
- Liberación de todos los presos y retorno de los niños ucranianos deportados a Rusia
- Restauración de la frontera entre Rusia y Ucrania a la anterior a la anexión de Crimea en 2014 (según el artículo 2 de la Carta de las Naciones Unidas)
- Retirada total de las fuerzas militares rusas de Ucrania y cese de hostilidades
- Enjuiciamiento de crímenes de guerra en la invasión rusa de Ucrania, incluida la creación de un tribunal especial para crímenes de guerra rusos
- Evaluación de los daños ecológicos (incluido el causado por la destrucción de la presa de Kakhovka) así como procesamiento de los responsables, recuperación y reconstrucción
- Garantías contra futuras agresiones rusas
- Una conferencia de paz multilateral con un tratado internacional jurídicamente vinculante.

## Evaluaciones
El Ministro de Asuntos Exteriores de Rusia Sergei Lavrov dijo: "Es completamente inviable. No es posible implementarlo".
El presidente estadounidense Joe Biden dijo: "Vamos a seguir apoyando el esfuerzo diplomático de Ucrania para lograr una paz justa y duradera".
El presidente francés Emmanuel Macron dijo: "El plan... es una base esencial para los debates sobre este camino, que debería llevarnos hacia una conferencia internacional de paz".
El secretario general de la OTAN Jens Stoltenberg dijo: "Ucrania necesita una paz justa y sostenible y, por lo tanto, acojo con gran satisfacción el plan de 10 puntos del presidente Zelenski para lograr ese objetivo".
El presidente Zelenski señaló que la fórmula de paz de Ucrania puede convertirse en una base universal para poner fin a otros conflictos militares en el planeta y superar los problemas globales.